# Szabolcs Szegletes
Szabolcs Szegletes-Ledermüller (* 19. Juli 1978 in Veszprém) ist ein ehemaliger ungarischer Fußballspieler, der heute unter anderem als -trainer in Erscheinung tritt und hauptberuflich als Tischler arbeitet.

## Leben und Wirken

### Karriere in der Heimat
Szabolcs Szegletes wurde am 19. Juli 1978 in Veszprém geboren und begann hier noch in jungen Jahren mit dem Fußballspielen. Nachdem er bereits der Jugend des hier ansässigen Veszprém FC angehört hatte, kam er ab den 1990er Jahren auch für dessen Herrenmannschaft zum Einsatz. Dieser hatte von 1988 bis 1993 in der ungarischen Erstklassigkeit gespielt und war danach wieder in die zweithöchste Fußballliga des Landes abgestiegen, in der er in den nachfolgenden Jahren vertreten war. In dieser Zeit gab auch Szegletes sein Debüt in der Herrenmannschaft und wechselte im Sommer 1998 als 20-Jähriger zum Hauptstadtklub Budapesti VSC. Bei den Eisenbahnern, die ihren Spielbetrieb zur damaligen Zeit in der Nemzeti Bajnokság hatten, kam er in weiterer Folge als Wechselspieler in acht Meisterschaftsspielen zum Einsatz. Den Großteil dieser Einsätze absolvierte er im Herbst 1998. In ebendieser Zeit gehörte er auch dem von Antal Dunai trainierten U-21-Kader Ungarns an und gehörte dem erweiterten Kader während der Qualifikation zur U-21-Europameisterschaft 2000 an. In der Vorbereitung auf die EM-Qualifikation debütierte er am 19. August 1998 in der ungarischen U-21-Nationalauswahl und blieb während der Qualifikation ohne Einsatz. Nach einem Jahr beim BVSC wechselte Szegletes zu Vasas Budapest – anderen Quellen zufolge zum BFC Siófok, bei dem er im Herbstdurchgang 1999 auch fünf Ligaspiele absolviert haben soll. Dem Arbeiterverein Vasas Budapest gehörte er daraufhin jedoch bis zum Sommer 2004 an, ehe es den Ungarn nach Österreich verschlug.

### Torschützenkönig in Österreich
Nachdem er vom damaligen ASKÖ-Sportchef Anton Lausegger und dem Ex-Sportobmann Erwin Neuherz nach Mauthausen gelotst worden war, trat er für den ASKÖ Mauthausen in der sechstklassigen Bezirksliga Nord in Erscheinung und präsentierte sich hier als torgefährlicher Offensivspieler. In 23 von 26 möglich gewesenen Spielen im Einsatz brachte es der 26-Jährige zum Saisonende auf 21 Treffer, womit er Torschützenkönig der Bezirksliga Nord wurde. Mit der Mannschaft rangierte er im Endklassement mit vier Punkten Rückstand auf die Union Lembach auf dem zweiten Tabellenplatz. In der nachfolgenden Saison 2005/06 spielte er unter anderem an der Seite seines Landsmannes Csaba Tóth, der davor und danach ebenfalls als Profispieler in Ungarn aktiv war, und konnte dabei erneut seine Torgefährlichkeit demonstrieren. Szegletes war in dieser Spielzeit in allen 26 Meisterschaftsspielen zum Einsatz gekommen und hatte dabei 29 Ligatreffer erzielt, was die abermalige Torschützenkrone in der Bezirksliga Nord bedeutete. Denkbar knapp endete für die Mannschaft die Saison; am Ende fehlte ein Punkt auf Meister Baumgartenberg. Erneut torgefährlich startete Szegletes auch in die Saison 2006/07 und hatte es bis zur Winterpause bei 14 Meisterschaftseinsätzen auf zwölf Treffer gebracht und schon davor die Aufmerksamkeit höherklassiger Klubs auf sich gezogen. In weiterer Folge wechselte er auf Leihbasis bis zum Saisonende zum Drittligisten Union St. Florian, für den er bereits in der Vorbereitung auf den Frühjahr mehrfach als Torschütze erfolgreich war. Bereits bei seinem zweiten Einsatz in der Regionalliga Mitte, einem 2:1-Auswärtssieg über den ASK Köflach, erzielte er sein erstes Pflichtspieltor für die Union. Bis zum Saisonende verpasste der Ungar nur ein einziges Meisterschaftsspiel und kam bei 14 Einsätzen zweimal zum Torerfolg. Im Endklassement rangierte er mit dem Klub aus St. Florian auf dem zehnten Tabellenplatz und kehrte im Anschluss wieder zu seinem Stammverein nach Mauthausen zurück. Dort absolvierte er eine überaus erfolgreiche Spielzeit 2007/08, verpasste nur eines der 26 Meisterschaftsspiele seines Teams und kam am Ende auf 31 Ligatore, womit er deutlich Torschützenkönig in der Siebentklassigkeit wurde. Allein im Herbstdurchgang hatte er nur in zwei Spielen kein Tor erzielte. Mit der Mannschaft beendete er die Saison mit einem Punkt Rückstand auf den ASKÖ Pregarten und drei Punkten Rückstand auf den TSV Ottensheim auf Rang 3.

### Weitere Amateurlaufbahn in Oberösterreich
Nach seiner erfolgreichen Zeit in Mauthausen – in 88 Ligaspielen hatte er 89 -tore erzielt – wechselte der Ungar im Sommer 2008 in die Nachbarstadt Perg zur dort ansässigen Union Perg, deren erste Mannschaft zu dieser Zeit eine Spielklasse höher in der Landesliga Ost vertreten war. Nachdem er an seinem 30. Geburtstag sein Mannschaftsdebüt in einem Freundschaftsspiel gegen den SKU Amstetten gegeben hatte, avancierte er rasch zu einem Stammspieler in der von Jürgen Berlesreiter (1973–2019) trainierten Mannschaft. In den ersten drei Saisonspielen erzielte Szegletes jeweils einen Treffer, ehe er fünf Spiele torlos blieb und danach in den letzten fünf Partien bis zur Winterpause ebenfalls je ein Tor schoss. Seine Torgefährlichkeit nahm auch im Frühjahr 2009 nicht ab, wobei er es bis zum Saisonende auf Einsätze in allen 26 Meisterschaftsspielen, sowie auf 18 Treffer gebracht hatte. Mit seinen 18 Treffern war er zwar der beste Torschütze seiner Mannschaft, brachte es in der Torschützenliste der Landesliga Ost jedoch nur auf den sechsten Platz. Auf Rang 4 beendete er mit der Mannschaft diese Saison in der fünftklassigen Landesliga Ost. Ebenso abschlussstark zeigte sich Szegletes auch 2009/10, als er 21 Tore bei 24 Meisterschaftseinsätzen erzielte. Abermals war er der beste Torschütze seiner Mannschaft; für die Torschützenkrone der Liga reichte es jedoch erneut nicht; er kam nur auf den dritten Platz. Einen Platz im Tabellenmittelfeld belegte er mit der Union Perg am Saisonende. In dieser Saison hatte er jedoch nicht nur als Spieler mitgewirkt, sondern war für den Verein auch als Nachwuchstrainer tätig und fungierte ab November 2009 als sogenannter Hilfsschiedsrichter.
Nach zwei Spielzeiten in der Fünftklassigkeit wechselte Szegletes im Sommer 2010 wieder eine Spielklasse tiefer. Diesmal ging es für ihn in die Bezirksliga Ost zum TSV St. Georgen/Gusen, für den er es im weiteren Saisonverlauf auf elf Tore bei 20 Meisterschaftseinsätzen brachte. In der zum Teil recht dicht gestaffelten Endtabelle belegte er mit der Mannschaft den elften Platz und schloss sich danach ein weiteres Mal seinem Heimatklub, dem ASKÖ Mauthausen, an. Von der Vereinsführung wurde er eigentlich als Spieler und Co-Trainer an der Seite von Robert Reithmayr engagiert. Als dieser jedoch noch in der Sommervorbereitung nach einer 1:8-Niederlage gegen den ASK St. Valentin und einer 1:6-Pleite gegen den ASKÖ Perg den Verein verließ, übernahm Szegletes die Mannschaft als Spielertrainer. Davor hatte der Ungar in der Saison 2009/10 den Nachwuchsbetreuerlehrgang und 2010/11 den Trainerlehrgang des Landesverbandes absolviert. Unter seiner Führung holte Mauthausen im Herbstdurchgang 2011 22 Punkte. Er selbst setzte sich dabei in zwölf der 13 Spiele ein, ehe er sich ins zweite Glied zurückfallen ließ und danach wieder ausschließlich als Spieler in Erscheinung trat. Bis zum Saisonende hatte er es auf 23 Ligaspiele, sowie elf -tore gebracht und hatte die Spielzeit mit dem Team in der erneut recht dicht gestaffelten Tabelle auf dem elften Platz beendet.
Auch in der nachfolgenden Spielzeit 2012/13 wurde Szegi, wie er in Mauthausen genannt wurde, als Stammkraft in der Offensive eingesetzt, wobei er bei 22 Ligaspielen acht Tore erzielte. Mit der Mannschaft war er bis zum Saisonende in den Abstiegskampf verwickelt und konnte sich mit dem Team erst in der letzten Meisterschaftsrunde vom letzten Tabellenplatz lösen. In dieser Zeit war er unter Trainer Werner Pröll zum Einsatz gekommen und war nach dem Abgang Prölls nach 20 Spielen auf der Trainerbank im Herbst abermals kurzzeitig interimistischer Spielertrainer der Mauthausener. Nachdem er sich im letzten Saisonspiel eine Wadenverletzung zugezogen hatte, verpasste er die gewonnene Relegation, sowie einige Vorbereitungsspiele auf die neue Saison, agierte in dieser Zeit jedoch als Co-Trainer der Mannschaft. In der darauffolgenden Saison vollzogen die Mauthausener einen Ligawechsel und stiegen von der Bezirksliga Nord auf die Bezirksliga Ost um. Hierbei wurde auch Szegletes, der davor zumeist als Mittelstürmer in Erscheinung getreten war, zu einem Sechser (defensiver Mittelfeldspieler) umfunktioniert. Als solcher gelangen ihm bis zur Winterpause der Saison 2013/14, in der er eigentlich seine Karriere bereits beenden wollte, immerhin noch zwei Treffer. Spätestens bei der Weihnachtsfeier des ASKÖ Mauthausen, bei der er dem Sektionsleiter des Vereins ein originales U-21-Trikot aus seiner Nationalteamzeit Ende der 1990er Jahre geschenkt hatte, war das Karriereende des mittlerweile 35-Jährigen festgestanden. Mit ein Grund für sein Karriereende war, dass er sich auf seinen Beruf als Tischler und den Hausbau, den er zu dieser Zeit mit seiner Ehefrau Sandra (geborene Ledermüller), mit der er auch eine Tochter hat, betrieb, konzentrieren wollte.
Kurz nach dem Beginn der Spielzeit 2014/15 kehrte Szegletes aus dem vorläufigen Ruhestand zurück und kam unter Martin Prömmer wieder als Stammspieler im defensiven Mittelfeld zum Einsatz. Prömmer, der die Mannschaft knapp zwei Jahre lang trainiert hatte, wurde jedoch nach einer 1:6-Niederlage gegen die Union Wolfern Ende Oktober 2014 mit sofortiger Wirkung entlassen, nachdem Mauthausen zu dieser Zeit am hinteren Tabellenende vorzufinden war. Daraufhin sprang Szegletes zum dritten Mal in seiner Karriere als Interimstrainer ein, um die vakante Trainerposition zu besetzen. Danach führte Szegletes sein Traineramt bis kurz vor Ende der Meisterschaft 2014/15 aus. Nach Runde 22 von 26 verließ er den Verein, nachdem er es bis dahin auf 19 Meisterschaftseinsätze gebracht und drei Tore beigesteuert hatte. Das Traineramt wurde interimistisch von Bernhard Puchner, der die Mannschaft nur noch auf den 16. und damit letzten Tabellenplatz im Endklassement führen konnte, übernommen. Den Wechsel in die Siebentklassigkeit ging Szegletes nicht mehr mit seinem Heimatklub, sondern begann noch vor Saisonbeginn 2015/16 sein Traineramt beim Achtligaklub SC Tragwein/Kaming. Mit den Tragweinern beendete er die Saison 2015/16 hinter der zweiten Mannschaft der Union Perg auf dem zweiten Platz in der 2. Nordost. Abermals als Vizemeister beendete er mit der Mannschaft die Spielzeit 2016/17; diesmal hinter dem SC St. Pantaleon-Erla. Im Laufe dieser Saison setzte sich Szegletes auch einmal selbst als Ersatzspieler für wenige Spielminuten ein.
Heute (Stand: 2022) kommt Szegletes noch immer wieder zu Einsätzen für die Reservemannschaft des ASKÖ Mauthausen. Er selbst lebt mit seiner Familie im eigenen Haus in Mauthausen; hier betreibt er auch ein eigenes Unternehmen als Montagetischler.
Sein Sohn Milán (* 2004) war jahrelang als Nachwuchsfußballspieler in Ungarn aktiv, kam im Sommer 2021 in die Jugendabteilung des FC Blau-Weiß Linz und von dieser im Sommer 2022 in den Kader des OÖ-Liga-Klubs Union Perg. Über den ASK St. Valentin, zu dem er im Sommer 2023 gewechselt war, schaffte er im Sommer 2024 den Sprung zum Budapester Amateurklub Szentlőrinci AC (SZAC), bei dem er seitdem in der ungarischen Viertklassigkeit aktiv ist (Stand: März 2025).

## Erfolge als Spieler

### Vereinserfolge
mit dem ASKÖ Mauthausen
- Vizemeister der Bezirksliga Nord: 2004/05 und 2005/06

### Individuelle Erfolge
- Torschützenkönig der Bezirksliga Nord: 2004/05 (21 Tore) und 2005/06 (29 Tore)

## Erfolge als Trainer

### Vereinserfolge
mit dem SC Tragwein/Kaming
- Vizemeister der 2. Nordost: 2015/16 und 2016/17